# SpongeBob SquarePants
SpongeBob SquarePants is een Amerikaanse tekenfilmserie die wereldwijd door Nickelodeon en Nicktoons wordt uitgezonden. De serie wordt sinds 1999 geproduceerd en werd voor het eerst in Nederland uitgezonden op 29 april 2002 op Nickelodeon op het toenmalige Kindernet. In Vlaanderen wordt de serie uitgezonden sinds april 2003.

## De serie
Op de bodem van de oceaan, in het stadje Bikinibroek (Engels: Bikini Bottom) woont een zeespons met de naam SpongeBob SquarePants. Hij heeft de rechthoekige vorm van een spons, is felgeel van kleur en heeft gaten over zijn gehele lichaam. Zijn standaard outfit bestaat uit een korte bruine broek, een rode stropdas, een paar witte sokken met rode en blauwe strepen en zwarte lakschoenen. Hij woont samen met zijn katachtige zeeslak Gerrit in een ananas. SpongeBob werkt als kok in het beroemde restaurant De Krokante Krab (Engels: The Krusty Krab), in enkele afleveringen ook wel vertaald als De Korstige Krab. Hij is erg dol op zijn werk en staat bekend als degene die de beste krabburgers van de zeebodem maakt. Hij levert zijn baas, de krab Meneer Krabs, dan ook erg veel geld op.
SpongeBob is van jongs af aan boezemvrienden met Patrick, een zeester met een erg gebrekkige intelligentie, die onder een ronde rots woont. De buurman van zowel SpongeBob als Patrick is Octo, een veelal chagrijnig en saai persoon die klarinet speelt. Hij ergert zich met grote regelmaat dood aan zijn hyperactieve buren.
SpongeBob en Patrick raken samen erg snel in moeilijkheden, waar veel van de afleveringen dan ook op gebouwd zijn. In de serie besteden de twee vrienden veel tijd aan kwallenvissen. Vaak bouwen SpongeBob en Patrick vriendschappen op met één of meerdere kwallen, maar er doen zich ook vaak situaties voor waar de kwallen een bedreiging voor hen vormen.
De opzet van de serie is in grote lijnen te vergelijken met die van geanimeerde series als The Simpsons, want ook SpongeBob SquarePants draait om het leven in een fictieve stad vol kleurrijke en absurde personages. Naast SpongeBob komen zijn beste vriend Patrick, zijn baas Meneer Krabs en zijn buurman Octo in bijna elke aflevering voor. Daarnaast bestaat er een groot aantal aan bijpersonages en figurantenpersonages, allemaal bewoners van Bikinibroek zoals Sandy de eekhoorn, die dikwijls terugkeren. Slechts zelden wordt er van deze formule afgeweken.
In de loop van de serie hebben veel familieleden van de hoofdpersonages een rol gespeeld, die in sommige gevallen van een geheel andere diersoort zijn. Zo heeft Meneer Krabs een potvis als dochter. Ook de familieleden van Octo en Patrick hebben één of meerdere keren een rol gespeeld in de serie.

## Personages
SpongeBob SquarePantsDe gele zeespons waar de gehele serie om draait. Hij woont in een ananas diep in de zee. SpongeBob is een opmerkelijk vrolijk en positief persoon en besteedt zijn dag het liefst aan kwallenvissen met zijn beste maatje Patrick. Hij werkt als kok in De Krokante Krab, iets wat hij graag doet en waar hij ook erg goed in is. SpongeBob wordt over het algemeen afgebeeld als een erg fragiel en zwak persoon. Zijn dagelijkse work-out bestaat onder andere uit gewichtheffen met knuffels, vastgebonden aan een bamboestok.
Gary the Snail / Gerrit de SlakGerrit is de huisslak van SpongeBob. Hij behoort tot de zeeslakken, maar heeft het uiterlijk van een huisslak en gedraagt zich als een kat. Hoewel hij alleen maar miauwt, komt hij dikwijls een stuk intelligenter over dan SpongeBob. Gerrit heeft een goede band met zijn baasje en SpongeBob ziet hem dan ook als zijn vertrouwenspersoon. Gerrit blijkt in een aflevering van koninklijke komaf te zijn.
Patrick Star / Patrick SterPatrick is een zeester die sinds jongs af aan beste vrienden is met SpongeBob. Samen maken ze de meest bizarre dingen mee, wat regelmatig ten koste gaat van anderen. Met zijn onnozele uiterlijk en zijn manier van doen, komt hij erg dom over. Als SpongeBob in de knoop zit met zichzelf vraagt hij veelal om raad van Patrick, aangezien SpongeBob hem als een zeer intelligent persoon ziet. Door Patricks adviezen lopen SpongeBobs handelingen echter meestal nog meer in de soep. Patricks voornaamste bezigheden zijn slapen, eten, televisie kijken en omgaan met SpongeBob.
Squidward Tentacles / Octo Tentakels / Octo TentakelOcto is een octopus en woont tussen SpongeBob en Patrick in een huis dat de vorm van een moai heeft. Over het algemeen is Octo chagrijnig, saai en onaardig, en besteedt vrijwel al zijn tijd aan schilderen en klarinet spelen, twee dingen waar hij zelf erg goed in denkt te zijn, maar de kwaliteit van zijn klarinetspel varieert, afhankelijk van de aflevering. SpongeBob en Patrick hebben het erg goed met hem voor en willen graag zijn vriend zijn, maar dit is enkel omdat ze te naïef zijn om te begrijpen dat Octo een grote hekel aan hen heeft. Hij werkt als kassier bij De Krokante Krab, een baantje dat hij behoorlijk haat, mede omdat hij met SpongeBob moet werken. Octo droomt regelmatig van een beter leven en heeft dan ook in diverse afleveringen een poging gedaan te verhuizen.
Mr. Krabs / Meneer KrabsMeneer Krabs is een rode krab. Hij woont in een groot anker en is de eigenaar en oprichter van De Krokante Krab dat eerst een bejaardentehuis was, maar failliet ging. Meneer Krabs is  erg gierig en heeft er dan ook de grootste moeite mee zijn personeel te betalen. Uiteindelijk draait alles bij hem om het maken van winst en hij is bereid erg ver te gaan om die te behalen. Zijn opa was ooit een beruchte piraat en leerde hem met geld omgaan. Iets wat hem er tegenwoordig van weerhoudt SpongeBob en Octo fatsoenlijk uit te betalen.
Sandy Cheeks / Sandy WangSandy is een eekhoorn en, in tegenstelling tot wat haar achternaam doet vermoeden, afkomstig uit Texas. In opdracht van haar universiteit is ze verhuisd naar de bodem van de zee, waar ze in een onderzeese koepel van plexiglas woont die is ingericht met een enorme eikenboom en een idyllisch grasveldje. Als ze buiten haar koepel komt, draagt ze een duikerspak en een helm om niet te verdrinken. Sandy is goed bevriend met SpongeBob, met wie ze regelmatig extreme sporten bedrijft. Ze is een expert op het gebied van karate en landdieren en is erg sterk. Verder doet ze aan allerlei soorten wetenschap.
PlanktonPlankton is een kleine gemene zoöplankton die het restaurant De Maatemmer (Engels: Chum Bucket) bestiert. Hij heeft al jaren geen klant meer gehad en doet daarom ook regelmatig pogingen om het geheime recept van Meneer Krabs' Krabburger te stelen. Uiteindelijk loopt dit altijd weer op een andere manier mis. Vroeger waren hij en Meneer Krabs vrienden, maar nu zijn het elkaars grootste vijanden en proberen ze elkaar op allerlei manieren te dwarsbomen. Zijn voornaam is Sheldon, maar die gebruikt hij zelf nooit omdat hij zich ervoor schaamt.
Karen Plankton-de ComputerDe vrouw van Plankton. Ze is geen echt persoon, maar een computer. Daarom noemt Plankton haar weleens 'computervrouw'. Ze ontmoette Plankton in z'n jeugd op de vuilnisbelt toen ze daar als beveiligingscamera werkte. Meestal helpt ze Plankton wel met zijn plannen om het geheime recept van de Krabburger te stelen, maar ze lacht hem ook uit als het mislukt. Het is ook vaak voorgekomen dat ze bij Plankton wegging, maar ze kwam altijd weer terug. Verder is ze in twee gedaantes voorgekomen: als een enorme flatscreen-tv hing ze weleens aan de muur in de Maatemmer, maar sinds de film The SpongeBob SquarePants Movie is ze een soort tv op een metalen stang, bevestigd op een platform met wielen, en kan ze ook lopen en bewegen.
Mrs. Poppy Puff / Mevrouw PuffPuff is een kogelvis en is de vaarinstructrice van SpongeBob. Bij het oprichten van haar vaarschool heeft zij gezworen nooit een leerling te weigeren en altijd te blijven zorgen dat iemand slaagt, waar ze erg veel spijt van heeft sinds SpongeBob lessen volgt. Na een ontelbare hoeveelheid lessen en talloze examens is het SpongeBob in al zijn onhandigheid namelijk nog steeds niet gelukt te slagen. Tijdens zijn lessen richt SpongeBob vaak veel schade aan, waarop Mevrouw Puff meestal opzwelt. Het komt ook mede door SpongeBob dat Mevrouw Puff een paar keer in de gevangenis heeft gezeten.
Pearl Krabs / Parel KrabsParel is de dochter van Meneer Krabs, die (anders dan haar ouders) een walvis is. Ze is een typische tiener, wiens leven bestaat uit uitgaan, populair proberen te worden, jongens versieren en haar vader (bedoeld of onbedoeld) het leven zuur maken. Als ze haar zin niet krijgt, of als ze wordt gekwetst, creëert ze (letterlijk) een vloedgolf aan tranen.
Mermaid Man / MeerminmanMeerminman is een verouderde superheld in de buurt van Bikinibroek. Hijzelf heeft echter niet door dat zijn ouderdom hem tegenhoudt om verder nog misdaad te bestrijden. Vooral zijn psychische stoornissen zijn een grote ergernis voor zijn hulpje Mosseljongen wiens geheugen nog prima is. De enigen die nog van Meerminmans daden genieten, zijn SpongeBob en Patrick, hoewel er een Meerminman- en Mosseljongenfanclub is. De leden hiervan zijn echter vooral fan van hun films en niet van hun verdere daden. Daarbij is Meerminman menigmaal een gevaar voor in plaats van de beschermer van de diepzee, zoals hij zelf graag gelooft. Zijn voornaam is Ernie.
Barnacle Boy / MosseljongenMosseljongen is het verouderde hulpje van Meerminman, de beschermer van de diepzee. Ondanks zijn leeftijd wordt hij door Meerminman nog steeds gezien als een kleine jongen op wie Meerminman moet letten. Daar ergert hij zich zeer aan, aangezien hij hierdoor kindermenu's krijgt en veel groente. Verder is Mosseljongen een van de meest wijze creaturen in Bikinibroek, hoewel niemand dat inziet of naar hem luistert. Mosseljongen houdt ook samen met Octo het record voor de grootste neus in Bikinibroek. Mosseljongen is een persoon die het gevoel heeft alsof hij op Meerminman moet letten zodat deze niet gek wordt en wil graag genieten van zijn rust. Meerminman en Mosseljongen hebben een onzichtbare bootmobiel die ze regelmatig kwijt zijn.

## Stemvertolking
| Personage                                                                                         | Originele stem                                            | Nederlandse stem |
| ------------------------------------------------------------------------------------------------- | --------------------------------------------------------- | --- |
| Painty the Pirate / Painty de Piraat                                                              | Patrick Pinney (titelsong)                                | Carol van Herwijnen (titelsong en seizoen 2, aflevering 1), Wiebe-Pier Cnossen (seizoen 6, aflevering 24), Lucas Dietens (seizoen 8, aflevering 23) en Finn Poncin (heden) |
| French Narrator / Franse Verteller                                                                | Tom Kenny                                                 | Dick Cohen |
| SpongeBob SquarePants                                                                             | Tom Kenny                                                 | Lex Passchier en Jurjen van Loon (4 afleveringen in seizoen 9) |
| Gary the Snail / Gerrit de Slak                                                                   | Tom Kenny                                                 | |
| Patrick Star / Patrick Ster                                                                       | Bill Fagerbakke                                           | Just Meijer (seizoen 1-11), Huub Dikstaal (vanaf seizoen 11) |
| Squidward Tentacles / Octo Tentakels / Octo Tentakel                                              | Rodger Bumpass                                            | Jan Nonhof (seizoen 1-13) Louis van Beek (vanaf seizoen 13) |
| Mr. Eugene Krabs / Meneer Eugene Krabs                                                            | Clancy Brown                                              | Sander de Heer |
| Sandy Cheeks / Sandy Wang                                                                         | Carolyn Lawrence                                          | Lottie Hellingman |
| Sheldon J. Plankton                                                                               | Mr. Lawrence                                              | Bas Westerweel (seizoen 1-8), Finn Poncin (vanaf seizoen 8) |
| Karen Plankton-Computervrouw                                                                      | Jill Talley                                               | Christa Lips (2002-2005), Melise de Winter (enkele aflevering) (seizoen 5 aflevering 1 (2007)), Nathalie Haneveld (2005-heden)                                             |
| Mrs. Poppy Puff / Mevrouw Poppy Puff                                                              | Mary Jo Catlett                                           | Lucie de Lange |
| Pearl Krabs / Parel Krabs                                                                         | Lori Alan                                                 | Christa Lips (2002-2005), Melise de Winter (enkele afleveringen), Nathalie Haneveld (2005-heden)                                                                           |
| Larry the Lobster / Leendert de Kreeft                                                            | Mr. Lawrence                                              | Patrick van Balen (2002-2011), Stephan Holwerda (2015-heden) |
| The Flying Dutchman / De Vliegende Hollander                                                      | Brian Doyle-Murray                                        | Carol van Herwijnen (2000-2008), Lucas Dietens (2008-heden), Hardwell (Halloweenspecial 2017)                                                                              |
| Patchy the Pirate / Patchy de Piraat                                                              | Tom Kenny                                                 | Wiebe-Pier Cnossen |
| Potty the Parrot / Potty de Papegaai                                                              | Stephen Hillenburg (2000–2004), Paul Tibbitt (2005–heden) | Jan Nonhof |
| Mermaid Man / Meerminman                                                                          | Ernest Borgnine (1999–2012), Joe Whyte (2012–heden)       | Sander de Heer |
| Barnacle Boy / Mosseljongen                                                                       | Tim Conway                                                | Jon van Eerd |
| Man Ray / Straalman                                                                               | John Rhys-Davies (2001–2002), Bob Joles (2005–heden)      | Leo Richardson |
| Dirty Bubble / De Vuile Bubbel                                                                    | Charles Nelson Reilly (2000–2007), Tom Kenny (2010–heden) | Patrick van Balen (2002–2007), Leo Richardson (2010-heden) |
| Perch Perkins / Gub Fleurop / Wiebe Pierkins                                                      | Dee Bradley Baker                                         | Wiebe-Pier Cnossen |
| King Neptune / Koning Neptunus                                                                    | John O'Hurley                                             | Carol van Herwijnen (seizoen 1, aflevering 19b), Marcel Jonker (film–heden)                                                                                                |
| Squilliam Fancyson / Squilliam Neuzelmans / Octom Teverwend / Octor Geldzatsen / Oscar Geldzatsen | Dee Bradley Baker                                         | Jan Nonhof |
| Harold Squarepants                                                                                | Tom Kenny                                                 | Jon van Eerd, Lex Passchier, Leo Richardson |
| Margret Bubblebottom-SquarePants                                                                  | Sirena Irwin                                              | Melise de Winter |
| Santa Claus / De Kerstman                                                                         | Mike Bell                                                 | Carol van Herwijnen (seizoen 2, aflevering 8) |
| Newsreader / Nieuwslezer                                                                          | Tom Kenny                                                 | Carol van Herwijnen |
| Betsy Krabs                                                                                       | Paul Tibbitt (2001–2003), Sirena Irwin (2005–heden)       | Sander de Heer |
| Scooter                                                                                           | Carlos Alazraqui, Clancy Brown                            | Patrick van Balen |
| Dr. Gill Gilliam                                                                                  | Rodger Bumpass                                            | Pepijn Gunneweg, Marcel Jonker |
| Office Nancy Suzie Fish / Agent Nancy Suzie Vis                                                   | Sirena Irwin, Grey DeLisle                                | Lottie Hellingman |
| Fred                                                                                              | Mr. Lawrence, C.H. Greenblatt, Jim Cummings               | Bas Westerweel, Lottie Hellingman, Jan Nonhof |
| Tom                                                                                               | Dee Bradley Baker                                         | Bas Westerweel, Lottie Hellingman, Jan Nonhof |
| Girly Teengirl / Spongy Betty                                                                     | Tom Kenny                                                 | Lex Passchier |
| Overige stemmen                                                                                   | Mark Fite, Thomas F. Wilson                               | Bas Keijzer, Peter van Hoof, Hein van Beem, Kiki Koster, Peter de Kroon |

## Films en specials
- The Sponge Who Could Fly (2003)
- The SpongeBob SquarePants Movie (2004)
- Atlantis SquarePantis (2007)
- Truth Or Square (2009)
- It's a SpongeBob Christmas (2012)
- The SpongeBob Movie: Sponge Out of Water (2015)
- The Legend of Boo-Kini Bottom (2017)
- SpongeBob's Big Birthday Blowout (2019)
- The SpongeBob Movie: Sponge on the Run (2020)
- Plankton: The Movie (2025)

## Uitgaven

### Dvd
- Van de serie zijn er 65 dvd's verschenen waarvan er 48 in het Nederlands zijn verschenen en er 17 nog niet zijn uitgebracht in het Nederlands.
- De eerste speelfilm is in twee edities uitgebracht.
- In Nederland is het eerste seizoen ook compleet uitgebracht als een verzamelbox (De rest van de seizoenen zijn in Nederland niet officieel uitgegeven, maar seizoen 2 en 3 zijn er wel met Nederlandse spraak op Duitse dvd)
- Spongebob - The Movie + De Strandwacht (Dubbele Pret!) 2 dvd box
- De Grote Spongebob Collectie 10 dvd boxset met de volgende dvds; Pret onder water – Hink-Stap-Plons – SpongeBob's Atlantis Squarepantis – SpongeBob de strandwacht – Spons zoekt werk – Thuis in de ananas – WieBob WaarPants – Duikt in het diepe – Mee naar benee – Karate Eiland
- Op de dvd's SpongeBob SquarePants – De grote arreslee race en SpongeBob SquarePants – SpongeBob vliegt de laan uit staan op de Engelse uitgave andere afleveringen dan op de Nederlandse uitgave.

| Titel                                  | Seizoen             | Aflevering (Serie)                                          | Aflevering (Titel) | Verschijningsdatum van de dvd |
| -------------------------------------- | ------------------- | ----------------------------------------------------------- | --- | ----------------------------- |
| Mee naar benee                         | 1, 3                | 51 7a 56 16 43a 6a 1c                                       | SpongeBob's house party Klaar-over Plein vrees Valentijnsdag Octo is om Meerminman & Mosseljongen Op de thee bij Sandy Het papier De wedergeboorte van meneer Krabs                                                                                       | 28 januari 2003               |
| Pret onder water                       | 1, 2, 3             | 59 3b 4b 15b 20b 12a 23b 21a 27a                            | De spons die wil vliegen (de verloren episode) Plankton! Vaarschool Het schuim Meerminman & Mosseljongen 2 De chaperonne Opblaasmaatje Je veter zit los Winterslaap                                                                                       | 4 maart 2003                  |
| Hink-Stap-Plons                        | 1, 2, 3             | 31 23a 9b 49b 29b 22b 43b 15a 26b                           | Meerminman & Mosseljongen 3 Grote roze verliezer Andersomdag Stand-up SpongeBob Slaap schelpje slaap Gedumpt Dochter de baas Een pak slaag Bedtijd Octostad                                                                                               | 29 juli 2003                  |
| Kerstmis met SpongeBob                 | 1, 2, 3             | 28 37a 46a 29a 45a 52a 47a 5a 8b                            | Kerstmis wie? Uitstel Sneeuwballeneffect Hoe idioten overleven Meerminman & Mosseljongen 4 Chocola met noten Gezien op TV Pizzabezorging De piepende laarzen                                                                                              | 30 september 2003             |
| Duikt in het diepe                     | 1, 2, 3             | 39b 2a 21b 60 38b 26a 36b 49a 32b                           | De frituurspelen Bellenkraam Octo's vrije dag SpongeBob en de wurger Top of the fops Maker onbekend Kusjes van oma Krokante liefde Krab Borg Druk | 6 januari 2004                |
| Terug naar de oertijd                  | 1, 2, 3             | 54 9a 19a 37b 25b 40a 55a 58b 48b                           | SpongeBob V.C. (vóór comedy) KwallenBob 1 april Ik sta naast een oen De kleurenburger Staking De grote slakkenrace Planktons leger Het vijfsterrenrestaurant                                                                                              | 9 maart 2004                  |
| SpongeBob de strandwacht               | 1, 2, 3             | 41b 4a 18b 32a 39a 44a 45b 53b                              | De strandwacht Een verre buur is beter dan een goede vriend Kleintje Druk Kwallenjager De verschrikkelburger Zitten De blauwe mossel | 1 juni 2004                   |
| Spons zoekt werk                       | 3                   | 50 47b 58a 57 53a 55b                                       | De Krokante Krab trainingsvideo Heb je wat geld voor me? Verloren identiteit Krabby Land Natte schilders De nieuwe leerling Midlife schaaldier Het kampeerverhaal                                                                                         | 2 november 2004               |
| Thuis in de ananas                     | 1, 2                | 5b 35b 40b 2b 8a 10a 11a 12b                                | Eigen ananas is goud waard Band sukkels De stierworm De gescheurde broek Raket naar de maan Cultuurschok SpongeBob Spierbundel Werknemer van de maand | 4 januari 2005                |
| Waar is Gerrit?                        | 3, 4                | 63 62 64 55a                                                | Heeft u deze slak gezien? Het verloren matras Krabs versus Plankton Goede buren De grijpbak De grote slakkenrace | 15 november 2005              |
| Terug in de tijd                       | 4                   | 66 65 67 68                                                 | Ridder SpongeBob en de draak De overname De lachklier Meerminman & Mosseljongen 6 Aangetrouwde vijand Patrick betweter | 21 februari 2006              |
| Karate Eiland                          | 4                   | 68b 69 70b 72b 71b 73a                                      | OctBob TentakelPants Krokante Toren Juf Puff, u bent ontslagen Spook te gast Doe een wens Karate eiland Een nieuwe weg | 18 juli 2006                  |
| Een walvis van een verjaardag          | 4                   | 72a 71a 70a 73b 74 75b                                      | Het is niet enkel goud dat blinkt Een kanon van een verjaardag De gekke slakkenziekte Broodje aap Mislukte vakantie Als door een pruik getroffen Patricia (Dat is geen dame)                                                                              | 31 oktober 2006               |
| SpongeBob's Atlantis Squarepantis      | 5                   | 92 88 89 93a                                                | Atlantis SquarePantis Het vuile bord Patrick betaalt niet Zon-zon eiland Eten of gegeten worden 20.000 krabburgers onder zee De slag om Bikinibroek | 13 november 2007              |
| Allerliefste Krabbie                   | 5                   | 87a 90a 94 91b 90b 93c                                      | Allerliefste Krabby De vlo Meerminman tegenover SpongeBob De grote wisseltruc De donut Blackjack Blauwogige spons | 29 januari 2006               |
| Plaag van het wilde westen             | 5                   | 96 90c 93b 95 97                                            | Sheriff SpongeBuck Geld regeert SpongeBob en de Krabburgermachine Kramp! De Krokante spons Een liedje van Patrick De vlo | 15 april 2008                 |
| WieBob WaarPants                       | 5                   | 98 91a 99 100                                               | Wat is er gebeurd met spongebob? Het goe-goe gas De 2 gezichten van Octo SpongeHenge Verbannen in Bikinibroek Stanley S. SquarePants | 14 oktober 2008               |
| Spongicus                              | 6                   | 103 101 102 104                                             | Spongicus De symfonie in au majeur Tv Show Huis en Haard Rock-'n-Roll bende Gelddorst Beginneling op zee Niet normaal meer Foetsie | 27 januari 2009               |
| SpongeBob en de grote golf             | 6                   | 111 106 107 108                                             | Het geheim van Kahuna Laguna Leven als Leendert Zon bleek Octo de reus Neusloos De diefstal De vaste klant | 3 maart 2009                  |
| 10 leukste momenten                    | 1, 2, 3, 5          | 1c 6a 10a 14b 41a 43a 36a 48a 86a 28 1a                     | Op de thee bij Sandy Meerminman & Mosseljongen Cultuurschok Broodje Karate Hoe het is om meneer Krabs te zijn Octo is om Kerkhofwerktijden Niet voor doetjes Achtbaanhelden Kerstmis wie? Hulp gevraagd                                                   | 9 juni 2009                   |
| Als je broek maar goed zit             | 6                   | 116 105 109 110                                             | Als je broek maar goed zit Octo op bezoek De storm De maatgrotten Vaarschoolmaatjes Het Krabburgerdagblad Het pyjamafeest Mooie Gerrit | 21 juli 2009                  |
| Vast in de vriezer                     | 6                   | 123 124 112 113                                             | Vast in de vriezer Gat in de hand Koorknapen De Krokante Krakers De kaart | 10 november 2009              |
| Viking avonturen                       | 6                   | 114 125 115 117                                             | Vikingmaat Spijbelen De Splinter Glijfluiten Opa Roodbaard De Inktvis-club Sjoelbakhelden Professor Octo | 2 januari 2010                |
| Op de barricades                       | 6, 7                | 134 118 119 120                                             | Op de barricade Hondwormen PC Scheiding Goedgelovige SpongeBob Volgeboekt Geen pet voor Pat De verduivelde speelgoedwinkel | 16 maart 2010                 |
| De strijd met Triton                   | 6, 7                | 126 121 122 127                                             | Het feest van Neptunus Zandkastelen in het zand Oost west, thuis best Aas is gaas Eencellig jubileum Tentakelvisie Dansles | 13 juli 2010                  |
| Legendes uit Bikinibroek               | 7                   | 140 141 142                                                 | Het monster dat Bikinibroek bezocht De Bikinibroekdriehoek heet je welkom De hoofdafvoer Diepzeeboefjes Sponge-kano De vloek van de heks | 16 november 2010              |
| De op hol geslagen trein               | 7                   | 143 128 129 130                                             | De op hol geslagen trein Groeistuip Door de mangel Een kijkje in de keuken met Sandy Van binnenuit Een spannende wedstrijd De wc spons | 8 maart 2011                  |
| Helden van Bikinibroek                 | 7                   | 135 131 132 136                                             | Terug in het verleden De boevenclub voor schurken Houd Bikinibroek schoon! Een vriend voor Gerrit Eerlijk zullen we alles delen Krab krent Een dag zonder tranen Vakantiebaantje                                                                          | 14 juni 2011                  |
| Op de vlucht                           | 7, 8                | 159 160 161 147                                             | Het SquarePants familieuitje Thuis op vakantie Op Plankton cruise Vakantie op de maan Meneer Krabs neemt vakantie Verstoppen en dan zien we wel Gekke Gerrit                                                                                              | 20 september 2011             |
| * De grote arresleerace                | 7, 8                | 156 137 138 139                                             | Gekijf in de kou Trek in Plankton Gerrit is verliefd Het Drama De rodeo Oma's geheime recept De geur van geld | 10 januari 2012               |
| Monsterlijk gestoord                   | 1, 2, 3, 4, 5, 7, 8 | 162 133a 70b 56b 17a 21a 88a                                | Monsterlijk gestoord Spook te gast De wedergeboorte van meneer Krabs Arrgh! Je veter zit los Geld regeert | 28 augustus 2012              |
| Kerstfeest                             | 7                   | 175 151 152 150                                             | Het kerstfeest van de klieren De nieuwe buurman Octo en de liefde Grote zus Sam Perfecte Chemie De Krokante hond De wrak van de Mauna Loa | 6 november 2012               |
| Grootste Kah-Rah-Tay                   | 8, 9                | 183b 166b 165a 167a 179 172a 173b                           | De karatemeester Zo doet een sponsman dat SpongeBob past op De Krabburger die Bikinibroek opat Tweeoog Plankton Het eekhoornrecord Strand snuit! De Crashrally                                                                                            | 15 januari 2013               |
| Wanhoop in de diepte                   | 8                   | 153 154 155 157                                             | Het bedrijfsongeval De flap burger De Krab-Drive Laat los, blijf koel Hole-in-one Sentimentele troep Patrick wordt volwassen De spreekbeurt | 18 februari 2013              |
| De Fan                                 | 7, 8                | 158 168a 145 133b 164a                                      | De fan Straatverbod voor SpongeBob Popogen Toekomstblik Octo's tiki land Octo in klarinetland Parel en de eendenmossel | 20 mei 2013                   |
| SpongeBob op tournee                   | 7, 8                | 178 165b 146 166a 164b 167b                                 | Hallo Bikinibroek Easy-Jazz-Kikkers in Bikinibroek De oorwurm Zuurstof bubbels Oppas Patrick Glimmy Bubble De ruwe kant | 5 augustus 2013               |
| Patrick SquarePants                    | 2, 3, 4, 7, 8       | 23a 35a 37b 53a 66 68a 75b 77a 80b 144b 152a 157a 158b 164b | Grote roze verliezer De geheime doos Ik sta naast een oen De nieuwe leerling Ridder SpongeBob en de draak Patrick betweter Patricia Tranen met tuitenwissers De gift van gom Karate ster Grote zus Sam Patrick wordt volwassen Poppenogen Oppas Patrick   | 14 januari 2014               |
| * SpongeBob vliegt de laan uit         | 8, 9                | 189 170a 171a 174b 176b 177b 168b                           | SpongeBob vliegt de laan uit Nieuwe Krabburgers Karen 2.0 Meenemen Of Hier Opeten? Visragout De Petitie Een fiasco! | 29 april 2014                 |
| Onderwatersport                        | 1, 2, 6, 8, 9       | 179a 39b 14b 155a 3a 173b 117a 113a 106a 154b 27a 11a       | Extreme pokken De frituurspelen Broodje Karate Hole-in-one Kwallenvissen De Crashrally Sjoelbakhelden De Krokante Krakers Leven als Leendert Laat los, blijf koel Winterslaap SpongeBob spierbundel                                                       | 19 mei 2014                   |
| Vrienden van Bikinibroek               | 7, 8                | 133a 144 148a 149a 171b 177a                                | De vloek van bikinibroek Onder Bikinibroek De karatester Het meesterwerk Ken je beste vriend? Slapeloze nachten De goede naam van de krabburger | 21 juli 2014                  |
| Het kwam uit de Goo Lagune             | 7, 8, 9             | 185 169b 148b 183a 187a 176a 147a                           | Goe Ballen Allemaal voor de kwallenvissen Daar komen de slakken Ah, zee-egel! Niet kijken! De Bende van Plankton Verstoppen en daarna zien we wel | 15 oktober 2014               |
| De avonturen van SpongeBob SquarePants | 1, 2, 3, 4, 5, 8, 9 | 180a 163a 6a 20b 31a 45a 52b 67b 94b                        | De Patrickman Meerminman en Mosseljongen – Het begin Meerminman & Mosseljongen Meerminman & Mosseljongen 2 Meerminman & Mosseljongen 3 Meerminman & Mosseljongen 4 Meerminman & Mosseljongen 5 Meerminman & Mosseljongen 6 Meerminman tegenover SpongeBob | 22 september 2015             |
| De boeven van Bikinibroek              | 8, 9                | 184 186 187b 182a 188b 170b                                 | De ontsnapping Spot! De keukenspetter! Rusty Rikkens De dagboekcrimineel Yeti-Krab De Bonus Bouwval gezocht | 8 februari 2016               |
| Handschoenland voor altijd             | 1, 5, 7, 8, 9       | 17b 86a 146a 149b 172b 169a 173a 182b 180b 188a             | Wachten op de bus Achtbaanhelden De ruwe kant De handschoentunnel Handschoenland, rust in vrede Mooiste herinnering Inktvisziekte Bumper aan bumper Het balletje van Gerrit Kenny de kat                                                                  | 5 november 2015               |
| Krabben dagen                          | 9                   | 192 190 193 181a 191b                                       | Ga erbij zitten Bedrijfspicknick Leraar Saus Wat eet Patrick op? Verdwaald in Bikinibroek De Milkshake-vergunning De leidinggevende behandeling Opvangcentrum!                                                                                            | 2 juni 2016                   |
| SpongeBob LongPants                    | 9                   | 195 181b 191a 194 196                                       | SpongeBob LongPants Sportschool Leendert De Inktvis Baby Octo plus één Het Riool van Bikinibroek Getrouwd met Geld De vissenkom Patrick! Het Spel | 22 september 2016             |
| Kustverhaal                            | 9                   | 198 199 201 197                                             | Haaien tegen inktvissen Stom en rijkdom De nootmerrie van Sandy IdemBob DitoPants Parel het winkelmeisje Verkocht! Twee duimen omlaag Bulletinbord | 1 maart 2017                  |
| Gloednieuw                             | 9, 10               | 200 209a 208b 202a 204a 203a 206a                           | Vaarwel Krabburger? SpongeBobs Place Krokante Katering Eetcongres-breukelingen Krokante muiterij Ananas invasie Geen roerend goed | 20 september 2017             |

### Streamingsdiensten

#### Amazon Prime
Tot 29 september 2022 waren seizoenen 1 en 2 beschikbaar op Amazon Prime (Nederland).
De drie films zijn op het moment van schrijven (27 oktober 2022) nog steeds beschikbaar.

#### Netflix
Op het moment van schrijven (20 februari 2025) zijn seizoenen 8, 9 en 11 beschikbaar op Netflix (Nederland). In België zijn seizoenen 5, 6 en 7 beschikbaar (4 mei 2024).

#### SkyShowtime
Sinds de lancering van SkyShowtime in Nederland op 25 oktober 2022, zijn seizoenen 6 t/m 13 beschikbaar op deze streamingsdienst.

## Spin-offs

### Televisieseries
Koraalkamp: SpongeBob's jonge jaren is een spin-off die zal gaan over een tienjarige SpongeBob met zijn vrienden in een kamp genaamd Koraalkamp, waar ze de zomer doorbrengen met het vangen van kwallen en het bouwen van kampvuren. De spin-off dient als een aansluiting op de animatiefilm The SpongeBob Movie: Sponge on the Run. Er werd bevestigd dat de productie van de serie begon in juni 2019.
De Patrick Ster Show is een spin-offserie over het leven van SpongeBobs beste vriend Patrick Ster en wordt ten tijde van 2021-2022 uitgezonden op Nickelodeon maar is niet door dezelfde maker gemaakt, alhoewel dezelfde personages er wel in voorkomen.

### Computerspellen
In totaal zijn er ruim 45 computerspellen verschenen die zijn gebaseerd op de tekenfilmserie. De serie bestaat uit verschillende spelgenres zoals platform-, race- en actiespellen, die zijn verschenen voor een groot aantal platformen.

## Prijzen
- Nederlandse Kids' Choice Awards (categorie Beste Cartoon):
  - Nominatie: 2004, 2005, 2007
  - Winnaar: 2004
- Amerikaanse Kids' Choice Awards (categorie Beste Cartoon):
  - Nominatie: 2005, 2006, 2013, 2015
  - Winnaar: 2006, 2013, 2015

## Trivia
- Sinds 2004 is de serie een enorm succes in Amerika en Europa. Niet alleen kleine kinderen, maar ook veel middelbare scholieren en studenten zijn groot fan van de gele spons.
- De merchandising van SpongeBob is inmiddels tot enorme proporties uitgebreid. In supermarkten wordt sinds 2005 tandpasta verkocht met figuren uit de tekenfilmserie op de verpakking. Ook zijn er diverse computerspellen, bordspellen, Legopakketten, kledingstukken, soorten snoep en zelfs muziekinstrumenten als gitaren en ukeleles verkrijgbaar.
- Uit onderzoek van Nickelodeon bleek dat 25% van de kijkers in de VS ouder was dan twintig.
- In februari 2005 werd The SpongeBob SquarePants Movie in de Nederlandse en Belgische bioscopen uitgebracht.
- Een groep van 700 fans heeft inmiddels een Kerk van SpongeBob opgericht.
- In het weekend van 27 en 28 oktober 2007 werd op de Nederlandse zender Nickelodeon de "SpongeBob Top 100" uitgezonden. Kijkers konden de hele maand oktober via internet stemmen op hun favoriete afleveringen. De aflevering Krabby Land waarin Meneer Krabs een eigen pretpark opent, veroverde de eerste plaats. Op 8 en 9 november 2008 werd de tweede editie van de SpongeBob Top 100 uitgezonden. De aflevering Krusty Tower waarin meneer Krabs een hotel opent, behaalde ditmaal de eerste plaats. Op 28 en 29 november 2009 is de derde editie van de SpongeBob Top 100 uitgezonden, waarmee het tienjarig jubileum van SpongeBob SquarePants werd gevierd. De winnaar is de aflevering Roller Cowards waarin SpongeBob en Patrick in een nieuwe achtbaan in Handschoenpark gaan. In het weekend van 27 en 28 november 2010 werd de vierde editie uitgezonden, waarop in de hele maand november gestemd kon worden. De winnaar is Skill Crane waarin meneer Krabs een grijpbak in de Krokante Krab laat neerzetten. Op 5 en 6 november 2011 werd de vijfde editie van de SpongeBob Top 100 uitgezonden. De winnaar is de aflevering Hocus Pocus.
- Toen de cartoon tien jaar bestond, werd op 28 november 2009 op alle MTV Networks zenders in Noord-Europa "Think Happy Day" gevierd. Dit hield in dat op Nickelodeon, Comedy Central, TMF en MTV van 6.00 uur tot 6.00 uur de volgende dag, de hele tijd SpongeBob-gerelateerde programma's te zien waren.
- In 2010 werd op het eiland Borneo een paddenstoel ontdekt die een gelijkenis vertoont met SpongeBob. Deze paddenstoel is ook naar hem genoemd: Spongiforma squarepantsii.
- Vanaf 4 oktober 2011 zendt Nickelodeon Nederland en Vlaanderen SpongeBob SquarePants in 14:9 uit in plaats van in 4:3.
- Omdat Lex Passchier ziek was, heeft Jurjen van Loon vier afleveringen van seizoen 9 de stem van SpongeBob SquarePants ingesproken.